# ジェイ・マキナニー

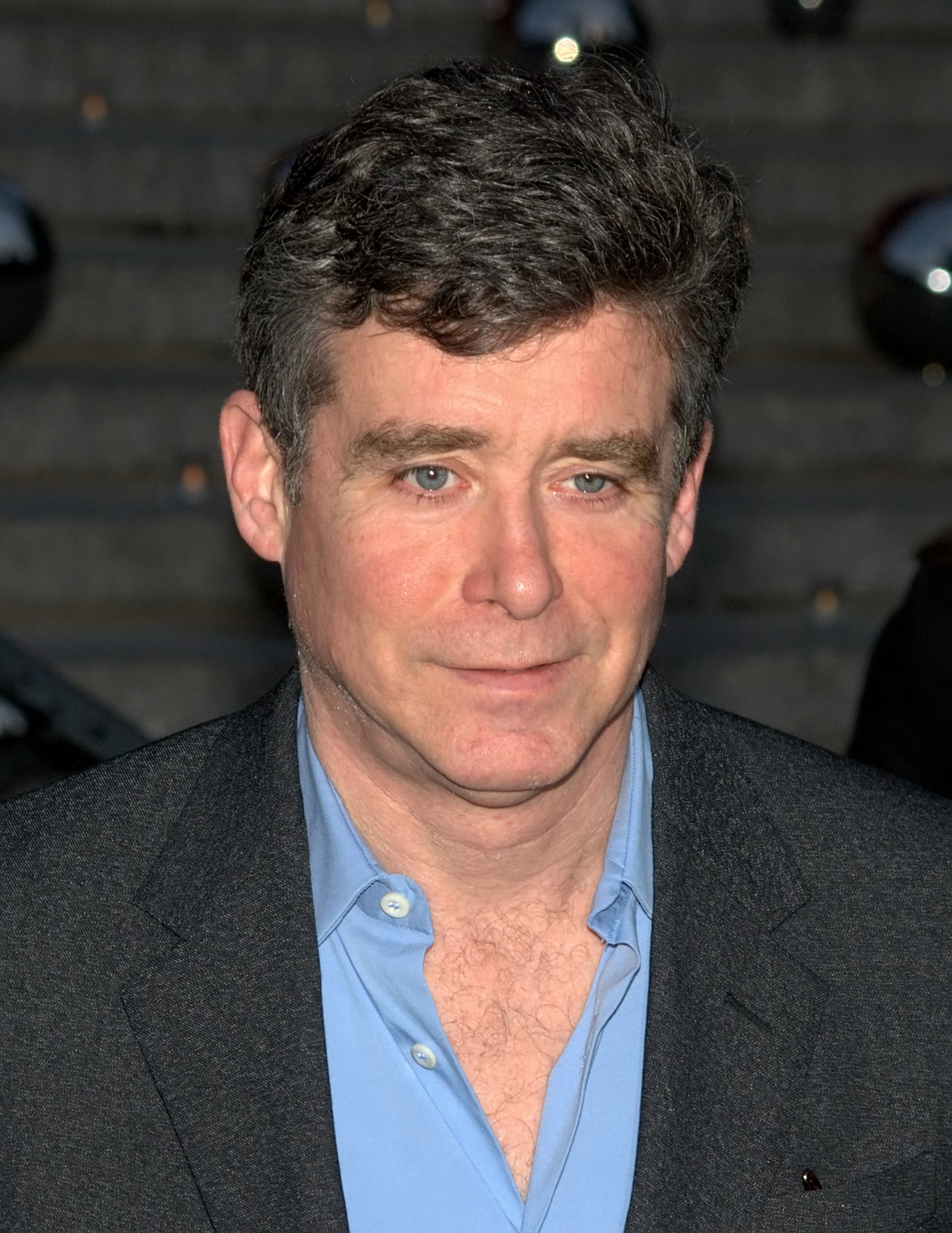
ジェイ・マキナニー (2010)

ジェイ・マキナニー（Jay McInerney, 1955年1月13日 - ）は、アメリカの小説家。本名ジョン・バレット・マキナニー・ジュニア（John Barrett McInerney Jr.）。

## 人物
コネチカット州ハートフォード生まれ。ウィリアムズ大学を卒業して地方紙の記者となり、その後プリンストン大学から英語を教える奨学金をもらって、日本に渡り2年間を過ごす。アメリカに戻ってからは「ニューヨーカー」の校正係に就くも10カ月で退社し、ランダムハウス社で編集アルバイトとして持ち込み原稿を読む係をしていた。そこでレイモンド・カーヴァーと知り合いになり、彼が創作を教えているシラキュース大学に来ないかと誘われ、同大学から若い無名作家に出されるフェローシップを受け、カーヴァーのもとで学ぶことになる。
その後、短編小説『午前6時、いま君のいる場所』を書きあげ、これが「パリス・レビュー」に発表された。この短編をもとに書き下ろした長編小説デビュー作『ブライト・ライツ、ビッグ・シティ』がベストセラーとなり、その文体の素晴らしさから「'80年代のサリンジャー」「新しい時代のフィリップ・ロス」と呼ばれ、話題になった。
『ブライト・ライツ、ビッグ・シティ』は、タマ・ジャノウィッツの『ニューヨークの奴隷たち』やブレット・イーストン・エリスの『レス・ザン・ゼロ』と同時期に発表された。エリスと並べて語られることが多く、彼らの世代の小説家は「ニュー・ロスト・ジェネレーション（New Lost Generation）」（あらかじめ失われた世代）と呼ばれた。
日本では、『ブライト・ライツ、ビッグ・シティ』が高橋源一郎の翻訳で出版されベストセラーとなった。
現在の妻は4番目の妻で、ウィリアム・ランドルフ・ハーストの孫娘のアン・ハーストである。

## 著書
小説
- 『ブライト･ライツ、ビッグ･シティ』（Bright Lights , Big City 1984年、高橋源一郎訳 新潮社 1988年、新潮文庫 1991年）
- 『ランサム』（Ransom 1985年、筒井正明訳 新潮社 1988年）
- 『ストーリー・オブ・マイ・ライフ』（Story Of My Life 1988年、宮本美智子訳 新潮社 1989年、新潮文庫 1992年）
- 『空から光が降りてくる』（Brightness Falls 1992年、駒沢敏器訳 講談社 1997年）
- （The Last of the Savages 1997年）
- 『モデル・ビヘイヴィア』（Model Behaviour 1998年、金原瑞人訳 アーティストハウス 1999年）
- （How It Ended : new and collected stories 2001年、短編集）
- （The Good Life 2006年）
- （The Last Bachelor 2008年、短編集）
- （Bright, Precious Days 2016年）

ノンフィクション
- （Bacchus and Me: Adventures in the Wine Cellar 2000年）
- （A Hedonist in the Cellar: Adventures in Wine 2006年）
- （The Juice: Vinous Veritas 2012年）

その他の日本語訳作品
短編小説
- 「リアル・タッド・アラガッシュ」（「THIS」 1986年夏号 収録）
- 「午前6時、いま君のいる場所」（It's Six A.M. Do You Know Where You Are?、駒沢としき訳 「SWITCH」 1987年6月 Vol.5 No.3 扶桑社 収録）
- 「囚人たちの医者」（Con Doctor、竹迫仁子訳 『アメリカミステリ傑作選2000』DHC 1999年 収録）

エッセイ
- 「レイモンド・カーヴァー、その静かな、小さな声」（A Still, Small Voice、村上春樹訳 『THE COMPLETE WORKS OF RAYMOND CARVER 3　大聖堂』中央公論新社 1990年 収録。後に『私たちの隣人、レイモンド・カーヴァー』中央公論新社 2009年 に転載）

## 映画脚本
- 再会の街/ブライトライツ・ビッグシティ（1988年）……『ブライト･ライツ、ビッグ･シティ』の映画化作品。
- ジーア/悲劇のスーパーモデル（1998年）……TVムービー。

## 出演
テレビドラマ
- ゴシップガール シーズン2（2008～2009年）ゲスト出演
- ゴシップガール シーズン5（2011～2012年）ゲスト出演
- LAW & ORDER:性犯罪特捜班 シーズン14（2012～2013年）ゲスト出演

ドキュメンタリー映画
- トルーマン・カポーティ 真実のテープ（2019年）